# 克柳約區
克柳約區（西班牙語：Distrito de Kelluyo），是秘魯的一個區，位於該國東南部普諾大區的丘奎托省，始建於1982年6月1日，面積485.77平方公里，海拔高度3,830米，2005年人口13,801，人口密度每平方公里28人。